# Ступницкий, Леонид Васильевич
Леони́д Васи́льевич Ступни́цкий (23 марта 1914, село Романовка, ныне Попельнянский район, Житомирская область — 2 января 1984, Львов) — украинский журналист и публицист, ответственный редактор газеты «Свободная Украина» (Львов) в 1955—1975 годах. Депутат Львовского областного совета нескольких созывов. Член Союза журналистов УССР, председатель правления Львовской областной организации Союза журналистов УССР.

## Биография
Родился в семье рабочего киевского завода «Арсенал». В 1930 году окончил семилетнюю школу.
В 1930 году переехал на Донбассе, где до 1931 года работал рабочим литейного цеха Григорьевского завода горного оборудования (город Сталино).
В 1931—1933 годах — студент Киевского кооперативно-книжного техникума. В 1933 году отозван комсомолом и послан на педагогические курсы.
После окончания педагогических курсов с 1933 года учительствовал в Житомирской области.
В 1937—1940 годах учился в Украинском коммунистическом институте журналистики в Харькове.
В 1940 году — корреспондент редакции житомирской областной газеты.
С ноября 1940 по 1946 год служил в Красной армии. Участник Великой Отечественной войны с октября 1941 года. С июня 1942 года — командир роты 65-го отдельного полка связи. Воевал на Брянском, Прибалтийском, 1-м Прибалтийском, Ленинградском фронтах.
Член ВКП(б) с мая 1942 года.
В 1946—1949 годах — редактор золочевской городской газеты «Серп и Молот» Львовской области.
В 1949—1952 годах — слушатель Высшей партийной школы при ЦК КП(б)У в Киеве.
В 1952—1953 годах — заведующий сектором прессы Львовского областного комитета КПУ.
В 1953—1955 годах — заместитель редактора областной газеты «Свободная Украина» (Львов).
В октябре 1955 — декабре 1975 года — ответственный редактор львовской областной газеты «Свободная Украина». Председатель правления Львовской областной организации Союза журналистов УССР.
С декабря 1975 года — персональный пенсионер союзного значения во Львове. Являлся работником Львовского исторического музея.
Умер 2 января 1984 после тяжелой болезни во Львове. Похоронен на поле № 58 Лычаковского кладбища во Львове.

## Звания
- капитан
- майор

## Награды
- орден Октябрьской Революции
- два ордена Трудового Красного Знамени
- орден «Знак Почета»
- орден Красной Звезды (6.06.1945)
- Медаль «За победу над Германией в Великой Отечественной войне 1941—1945 гг.»
- заслуженный работник культуры УССР (1974)